# Himno

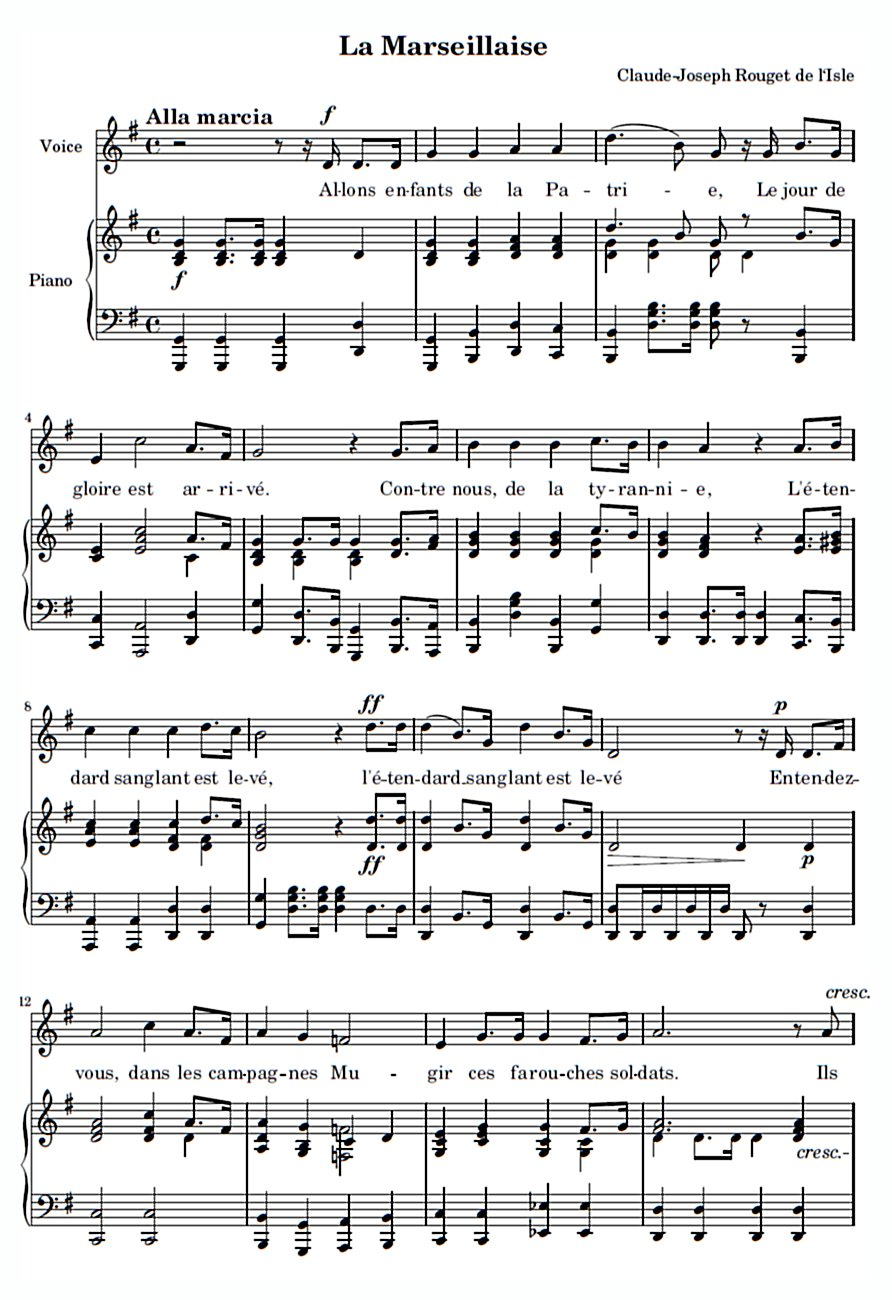
La Marsellesa, himno nacional francés

Un himno es un canto o un texto lírico que expresa sentimientos positivos, de alegría y celebración.
En la antigüedad era una composición coral en honor a una divinidad y es retomado con pleno valor litúrgico en la literatura latina cristiana de la Edad Media (por ejemplo, el Pange lingua escrito por Tomás de Aquino para conmemorar el día del Corpus). El vocablo deriva del idioma griego ὕμνος (hymnos) y pasó a casi todas las lenguas de Europa en un mismo sentido o significación.
Es, además, la representación musical o literaria de un acontecimiento tan elevado que produce la necesidad de plasmarlo en música o texto.
Un himno puede estar dedicado a dioses, un santo, un héroe o a una persona célebre. También puede estar dedicado a celebrar una victoria u otro suceso memorable o a expresar júbilo o entusiasmo, en cuyo caso conviene mejor llamarlo oda. Asimismo puede ser una composición musical que identifica a una colectividad, una región, un pueblo o una nación y que une a quienes la interpretan. Estos últimos himnos suelen ser, o bien marchas, o bien poemas líricos.
Un himno nacional es una composición musical emblemática de una nación, que la identifica y que une entre sí a quienes la interpretan.
En general, los himnos nacionales tratan de reflejar la unión, el sentimiento de solidaridad y la glorificación de la historia y las tradiciones de un país. En muchos casos, no fueron escritos con ese objetivo, sino que adquirieron esa función después de conmemorar algún acontecimiento histórico o militar, especialmente durante el despertar del sentimiento nacional de los siglos xviii y xix. Durante los siglos xix y xx, con el crecimiento del número de países independientes, muchos de ellos adoptaron himnos nacionales que, en algunos casos, coexistían con canciones populares de carácter patriótico utilizadas.

## Historia
Entre los himnos más antiguos se encuentran los himnos reales sumerios y griegos (finales del III milenio a. C.), el Gran Himno a Atón, compuesto por el faraón Ajenatón en el Antiguo Egipto, los Vedas, una colección de himnos en la tradición del hinduismo, los salmos, una colección de canciones del judaísmo, los Gathas, himnos en honor a Ahura Mazda y el himno de Ugarit.
La más antigua obra anotada completa de música antigua es una canción hurrita, un himno escrito en cuneiforme ugarítico silábico dedicado a la diosa Nikkal.
La tradición occidental de los himnos se inicia con los himnos homéricos, una colección de himnos antiguos griegos, que fueron escritos en el siglo VII a. C. alabando a las deidades de la religión de la Antigua Grecia. Se ha conservado una colección de seis himnos literarios (Ὕμνοι) del poeta alejandrino Calímaco del siglo III a. C..
Los griegos engalanaron el himno con los ritmos de la poesía y con los melodiosos encantos de la música. Tenían muchos tipos de himnos: el invocativo, el laudativo, el admirativo, el votivo, el teogónico y el filosófico. Los himnos de Orfeo pertenecen al género invocativo. Los compusieron también de diferentes géneros Homero, Cleanto, Calímaco, Teócrito, Anacreonte, Tirteo, Safo, Simónides, Píndaro y otros. Los coros de la tragedia griega no eran otra cosa que himnos o invocaciones.
El himno profano llegó al más alto grado de perfección con Carmen saeculare de Horacio, compuesto por orden de Augusto para la celebración de los ludi saeculares del año 17 a. C., en el que un coro de mancebos y de doncellas cantaban alternativamente este himno de alabanza a los dioses Apolo y Diana.
Los himnos más antiguos que se conocen son los de Moisés y de Débora, la profetisa que cantó uno en acción de gracias al Dios hebreo, 2710 años antes de Cristo. Esdras ha recogido en la Biblia el mayor número de cánticos hebreos con este epígrafe: Sepertheillim, es decir, libro de las alabanzas.
Se cantaban los himnos al son de las arpas y de las liras (solo las cuerdas acompañaban las voces) por coros alternativos; el primero cantaba el himno, y el otro, en determinados intervalos, repetía un dístico de intercalo o un refrán, imitando de este modo a los serafines, a quienes los profetas habían oído cantar alternativamente: Santo, Santo, Santo, Señor Dios de los ejércitos. Cuatro mil levitas, cuyo jefe era Asaph, celebraban por turno estos cánticos en el templo de Yahvé bajo los reinados de David y de Salomón, dos celebérrimos himnógrafos de Israel.

## Himnos latinos
Desde los primeros siglos de la Era cristiana se introdujo en las ceremonias religiosas el uso de cantar salmos e himnos. La creación de la himnodia se atribuye a San Ambrosio (397), que compuso una infinidad de ellos llenos de unción, sublimidad y energía. Posteriormente le seguirían San Benito y el movimiento monástico por él impulsado hasta que el himno se aceptó para los oficios divinos.
Algunos papas como Inocencio III, Clemente VII y San Gregorio los hicieron de una majestad sublime. Entre los cientos que usa la Iglesia católica citaremos el Stabat Mater, producción de Inocencio III, que también compuso el Veni Sancte Spiritus; el Dies irae, composición del franciscano Tomás Celano; o el Ave maris stella, que salió de la pluma de San Bernardo.
Pero los himnos que descuellan por la majestad, sublimidad y augusta locución en las ideas son los que compuso el doctor de la Iglesia Santo Tomás de Aquino para el rezo del Santísimo sacramento y festividad del día del Corpus; así, el Pange lingua.
De los primitivos himnos, cuando la música era puramente melódica se pasó posteriormente a melodías de canto llano y no se compondrán himnos en estilo polifónico hasta el siglo XIII. La obra más famosa será la compuesta por Palestrina en 1589: Hymni totius anni.
El himno Te Deum es uno de los primeros himnos cristianos, tradicional de acción de gracias. Suele ser entonado en momentos de celebración, incluyendo acción de gracias de fin de año.

## Himnos cristianos

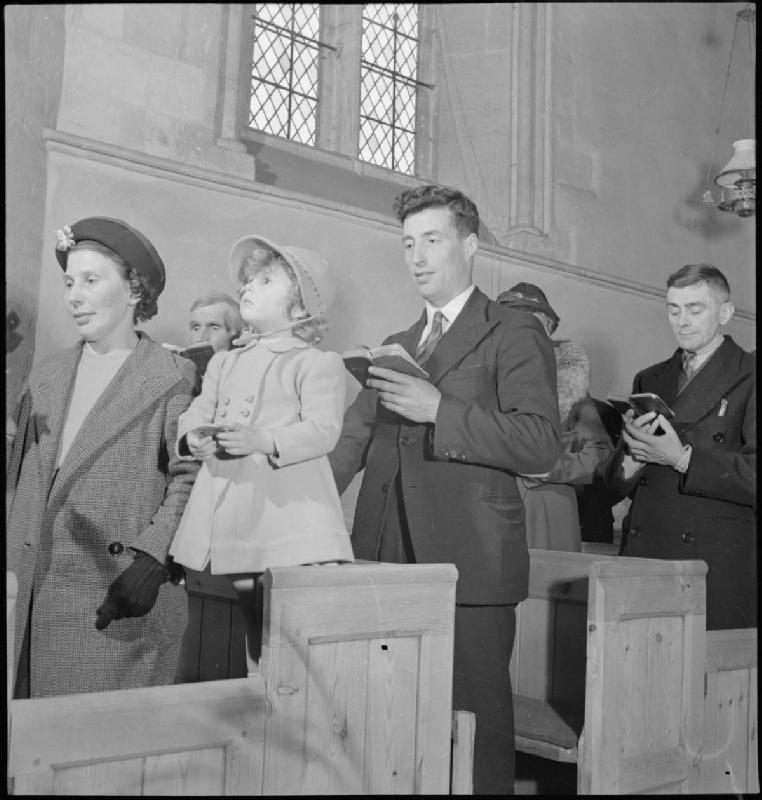
En el cristianismo, las congregaciones eclesiásticas suelen cantar himnos juntas como parte de su culto (En la imagen: fieles en la iglesia parroquial de Uffington, Oxfordshire en Inglaterra, 1944).

Originalmente inspirados en los Libro de los Salmos y otros pasajes poéticos (comúnmente denominados "cánticos") de las Escrituras, los himnos cristianos se dirigen generalmente como alabanza al Dios cristiano. Muchos se refieren a Jesucristo directa o indirectamente.
Desde los primeros tiempos, los cristianos han cantado "salmos e himnos y cánticos espirituales", tanto en devociones privadas como en el culto corporativo.  Los himnos no escriturales (es decir. Es decir, no salmos o cánticos) de la Iglesia Primitiva todavía cantado hoy incluyen 'Phos Hilaron', 'Sub tuum praesidium', y 'Te Deum'.  
Una definición de himno es "...un poema lírico, reverente y devocionalmente concebido, que está diseñado para ser cantado y que expresa la actitud del fiel hacia Dios o los propósitos de Dios en la vida humana. Debe ser sencillo y métrico en su forma, genuinamente emotivo, poético y literario en su estilo, espiritual en su calidad, y en sus ideas tan directo y tan inmediatamente aparente como para unificar a una congregación mientras lo canta."
Los himnos cristianos se escriben a menudo con temas especiales o estacionales y se utilizan en días festivos como Navidad, Pascua y la Fiesta de Todos los Santos, o durante estaciones concretas como Adviento y Cuaresma. Otros se utilizan para fomentar la reverencia a la Biblia o para celebrar prácticas cristianas como la eucaristía o el bautismo. Algunos himnos alaban o se dirigen a santos individuales, en particular a la Santísima Virgen María; tales himnos son particularmente frecuentes en la Catolicismo, la Ortodoxia Oriental y, en cierta medida, la Alta Iglesia. Anglicanismo.
Un escritor de himnos se conoce como un himnodista, y la práctica de cantar himnos se llama himnodia; la misma palabra se utiliza para la colectividad de himnos pertenecientes a una denominación o período en particular (por ejemplo, "himnodia metodista del siglo XIX" significaría el cuerpo de himnos escritos y/o utilizados por los metodistas en el siglo XIX).  Una colección de himnos se denomina himnario, libro de himnos o himnario. Estos pueden o no incluir música; entre los himnarios sin música impresa, algunos incluyen nombres de melodías de himnos sugeridas para su uso con cada texto, en caso de que los lectores ya conozcan las melodías o deseen encontrarlas en otro lugar. Un estudioso de la himnodia se denomina himnólogo, y el estudio académico de los himnos, los himnistas y la himnodia es himnología. La música con la que se puede cantar un himno es una melodía de himno.
En muchas iglesias evangélicas, las canciones tradicionales se clasifican como himnos, mientras que las canciones de adoración más contemporáneas no se consideran himnos. La razón de esta distinción no está clara, pero según algunos se debe al cambio radical de estilo y pensamiento devocional que comenzó con el movimiento de Jesús y la música de Jesús. En los últimos años, los himnos tradicionales cristianos han visto un renacimiento en algunas iglesias, normalmente de naturaleza más reformada o calvinista, ya que escritores de himnos modernos como Keith & Kristyn Getty y la música de las Sovereign Grace Churches han reajustado letras antiguas a nuevas melodías, han revisado himnos antiguos y los han vuelto a publicar, o simplemente han escrito una canción a modo de himno como "In Christ Alone".

### Música y acompañamiento
En la antigüedad y en la Edad Media, se utilizaban instrumentos de cuerda como el arpa, la lira y el laúd con salmos e himnos.
Dado que se carece de notación musical en los primeros escritos, las formas musicales reales en la iglesia primitiva sólo pueden conjeturarse. Durante la Edad Media se desarrolló una rica himnodia en forma de canto gregoriano o canto llano. Este tipo se cantaba al unísono, en uno de los ocho modos eclesiásticos, y la mayoría de las veces por coros monásticos. Aunque fueron escritas originalmente en latín, muchas han sido traducidas; un ejemplo familiar es Del Corazón del Padre Engendrado, del siglo IV, cantada con el canto llano Divinum Mysterium, del siglo XI. 

#### Iglesia occidental

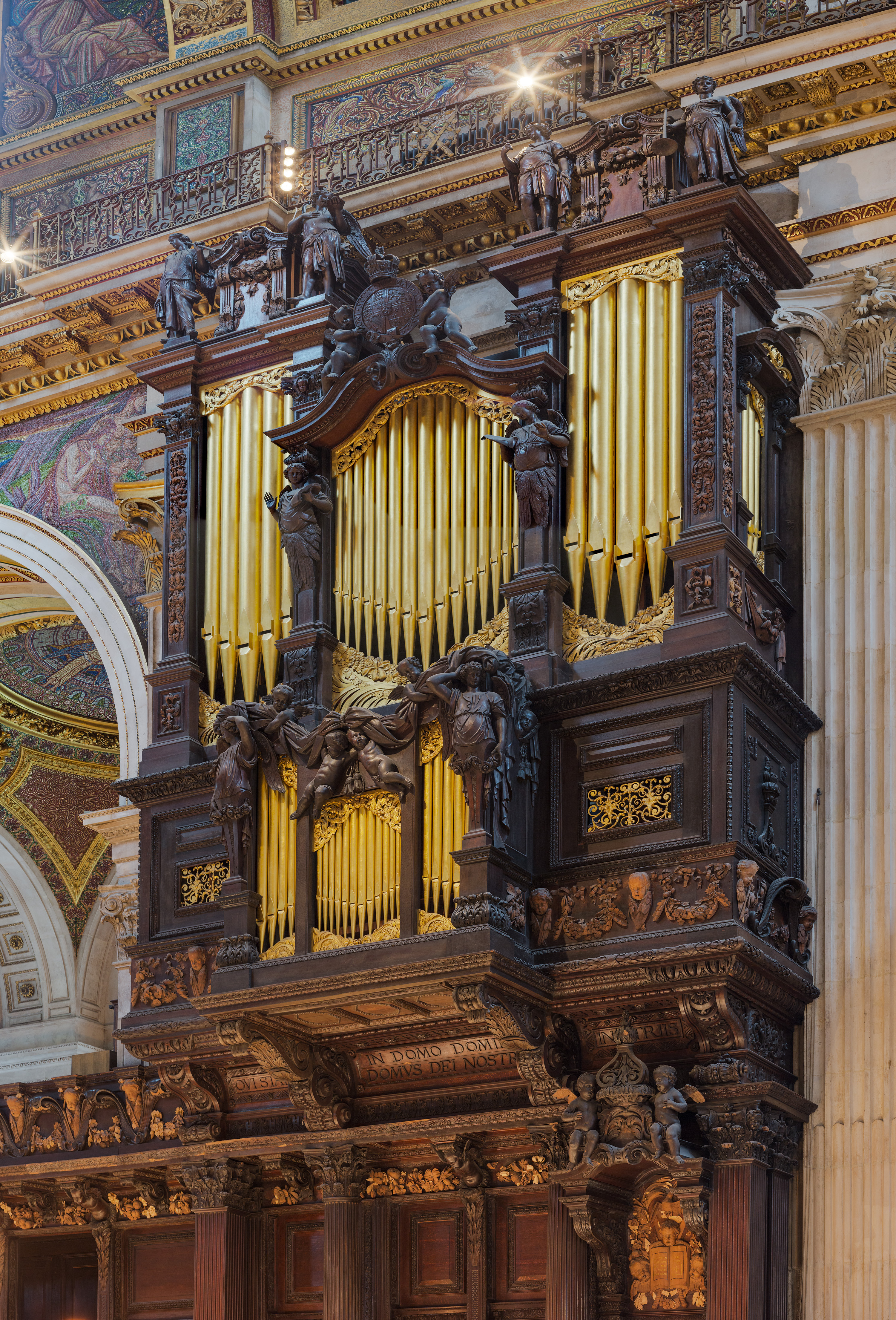
Los himnos suelen ir acompañados de música de órgano.

La himnodia posterior en la iglesia occidental introdujo la armonía vocal a cuatro voces como norma, adoptando tonalidades mayores y menores, y llegó a estar dirigida por órgano y coro. Comparte muchos elementos con la música clásica.
Hoy en día, salvo en el caso de los coros, las congregaciones con mayor inclinación musical y las congregaciones a cappella, los himnos suelen cantarse al unísono. En algunos casos se publican también partituras completas complementarias para órgano, mientras que en otros se espera que los organistas y otros acompañantes adapten la partitura disponible, o extemporicen una, en el instrumento de su elección.
En la práctica tradicional de la Anglicana, los himnos se cantan (a menudo acompañados por un órgano) durante el procesional hacia el altar, durante la recepción de la comunión, durante el recessional, y a veces en otros momentos del servicio.
La Doxología también se canta después de que los diezmos y las ofrendas se llevan al altar.
El culto cristiano contemporáneo, como se encuentra a menudo en el Evangelicalismo y el Pentecostalismo, puede incluir el uso de música de culto contemporáneo tocada con guitarras eléctricas y la batería, compartiendo muchos elementos con la música rock.
Otros grupos de cristianos han excluido históricamente el acompañamiento instrumental, citando la ausencia de instrumentos en el culto de la iglesia en los primeros siglos de su existencia, y se adhieren a un canto congregacional sin acompañamiento a capella de los himnos. Estos grupos incluyen a los 'Hermanos' (a menudo tanto 'Abiertos' como 'Exclusivos'), las Iglesias de Cristo, Menonitas, varias denominaciones de base anabaptista -como la Iglesia Cristiana Apostólica de América-Bautistas Primitivos, y ciertas iglesias reformadas, aunque durante el último siglo aproximadamente, varias de ellas, como la Free Church of Scotland han abandonado esta postura. 

#### Iglesia oriental
El cristianismo oriental (las iglesias ortodoxa oriental, ortodoxa oriental y católica oriental) posee diversas tradiciones himnográficas antiguas.
En el rito Bizantino, el canto se utiliza para todas las formas de culto litúrgico: si no se canta a cappella, el único acompañamiento suele ser un ison, o drone. Los órganos y otros instrumentos estaban excluidos del uso eclesiástico, aunque se empleaban en ceremonias imperiales. Sin embargo, los instrumentos son comunes en algunas otras tradiciones orientales. La Coptic tradición hace uso de los címbalos y el triángulo solamente.  Los ortodoxos indios (Iglesia Ortodoxa Siria Malankara) utilizan el órgano. La Iglesia Tewahedoes utiliza tambores, platillos y otros instrumentos en ciertas ocasiones.

## Canto patriótico
Como ha señalado Juan José Carreras, de la Universidad de Zaragoza, el significado de un himno o canción «es el resultado de una interacción continua entre texto poético, prácticas musicales y contexto político». En el análisis concreto del canto político hay que tener en cuenta dos aspectos fundamentales. «El primero es tener en cuenta la capacidad del sonido de apropiarse de un determinado espacio (recordemos: una bandera se exhibe en un lugar, pero no lo ocupa como ocurre con el sonido de una banda o de un coro —además, hasta la invención del fonógrafo, la percepción auditiva implica siempre una copresencia entre emisor y receptor acústico, con todo lo que ello implica). El segundo (y no menos importante), es el poderosísimo efecto de identificación que tiene la práctica del canto en común al unísono de las distintas estrofas o del estribillo de una canción: un efecto que no tienen plenamente aquellos "himnos" que carecen de letra, pues la mera audición de un emblema sonoro no tiene las mismas implicaciones emocionales que su fabricación colectiva a través del canto».
Fue la Revolución Francesa la que descubrió el enorme potencial político del canto hecho al unísono como eficaz expresión colectiva: «su flexibilidad, sencillez de factura musical y fluido intercambio entre cultura oral e impresa permitieron que este tipo de canciones desempeñase un extraordinario papel en la movilización política, realizando el ideal rousseauniano de la "comunión de las almas, representada por el unísono de las voces"». El canto patriótico más célebre e influyente fue el chant de guerre del ejército del Rin, que será conocido como La Marsellesa. El liberal moderado español Antonio Alcalá Galiano advirtió la novedad que suponían estos cantos patrióticos: «Que una canción lograse no solo fama, sino influencia en los sucesos; y que cantada alentase a los guerreros en la pelea, o a los sediciosos en sus actos de violencia, cosa era que apenas había ejemplo en los tiempos modernos hasta que llegó el día de la Revolución de Francia». El editor liberal exaltado Mariano de Cabrerizo en el prólogo a su Colección de canciones patrióticas (1823) dejó escrito lo siguiente:

Las canciones patrióticas producen la doble ventaja de servir a un tiempo mismo de incentivo eficaz, y agradable desahogo a los buenos patriotas. A su impulso se aprestan denodados al combate; el fuego del civismo electriza sus corazones, olvidan los más caros intereses, y solo ven, oyen y anhelan la salud de la Patria, y el exterminio de los enemigos de la libertad.

En España el canto patriótico apareció durante la Guerra de la Independencia. El primer caso documentado fue la orden que dio en 1810 el capitán general de Valencia Luis Alejandro de Bassecourt de que «los tambores mayores enseñen a sus bandas las canciones patrióticas que he repartido con esta orden, para que las canten al ir marchando las columnas al ataque, cuidando los jefes y oficiales de que las tropas repitan el coro». Pero el canto patriótico por excelencia aparecerá al principio del Trienio Liberal y será conocido como el Himno de Riego, un chant de guerre para motivar a la tropa durante el pronunciamiento que encabezó el teniente coronel Rafael del Riego, que se convertirá en un «excepcional símbolo acústico —auténtico lugar de memoria democrática— que ha perdurado a través del tiempo». En este caso se sabe por un testigo presencial que la letra «estaba impresa en San Fernando y San Miguel, que era entonces comandante, la llevaba formando paquetes, metidas en las pistoleras, de donde sacaba ejemplares para repartirlos». De la continua presencia (e influencia) del Himno de Riego durante el Trienio dejó testimonio Antonio Alcalá Galiano cuando afirmó en sus memorias: «Quítese desde 1820 a 1823 el Himno de Riego, y los sucesos contemporáneos apenas pueden ser comprendidos».

### Himno nacional
Un himno nacional es una composición musical patriótica que simboliza y evoca elogios de la historia y las tradiciones de un país o nación. La mayoría de los himnos nacionales son marchas o himnos de estilo. Las naciones americanas, centroasiáticas y europeas tienden a piezas más ornamentadas y operísticas, mientras que las de Oriente Próximo, Oceanía, África y el Caribe utilizan fanfarrias más simples. Algunos países que se dividen en varios estados constituyentes tienen sus propias composiciones musicales oficiales (como el Reino Unido, Rusia y la Unión Soviética); las canciones de sus circunscripciones se denominan a veces himnos nacionales aunque no sean estados soberanos.

## Métrica de himnos
La métrica indica el número de sílabas de los versos de cada estrofa de un himno. De este modo, el texto del himno se combina con una melodía apropiada para el canto. En la práctica, muchos himnos se ajustan a uno en particular de un número relativamente pequeño de métricas (recuento de sílabas y patrones de acentuación). Sin embargo, hay que tener cuidado de que no sólo coincidan la métrica de las palabras y la melodía, sino también los acentos de las palabras en cada verso. Técnicamente hablando, una melodía yámbica, por ejemplo, no puede utilizarse con palabras de métrica trocaica.
La métrica suele indicarse con una fila de cifras además del nombre de la melodía, como "87.87.87", que informa al lector de que cada verso tiene seis, y que el primero tiene ocho sílabas, el segundo siete, el tercero ocho, etc. La métrica también puede describirse mediante iniciales; L.M. indica métrica larga, que es 88,88 (cuatro versos de ocho sílabas cada uno); S.M. es métrica corta (66,86); C.M. es métrica común (86,86), mientras que D.L.M., D.S.M. y D.C.M. (la "D" significa doble) son similares a sus respectivas métricas simples, salvo que tienen ocho versos en una estrofa en lugar de cuatro.
Además, si el número de sílabas de un verso difiere de otro verso del mismo himno (por ejemplo, el himno "Canto a los Santos de Dios"), el metro se denomina Irregular.